# Charles Jean François Mirandolle
Charles Jean François Mirandolle (Paramaribo (Suriname), 28 september 1827 - Haarlem, 21 juni 1884) was een Nederlands politicus.
Mirandolle was een in West-Indië geboren advocaat die met zijn rechtspraktijk in Nederlands-Indië fortuin maakte en daarna in Haarlem ging rentenieren. Hij werd in 1869 in het district Haarlem tot liberaal Tweede Kamerlid gekozen en was koloniaal specialist bij uitstek. Hij was een medestander en vriend van Kappeyne van de Coppello. Hij leidde de parlementaire enquête naar de toestand van de Nederlandse koopvaardijvloot. In 1881 werd hij vrij onverwacht Tweede Kamervoorzitter als opvolger van Dullert, maar na een half jaar niet meer herkozen.